# Ianca, Bihor
Ianca (în maghiară Jankafalva, Nagyjanka, Janka) este un sat în comuna Diosig din județul Bihor, Crișana, România.

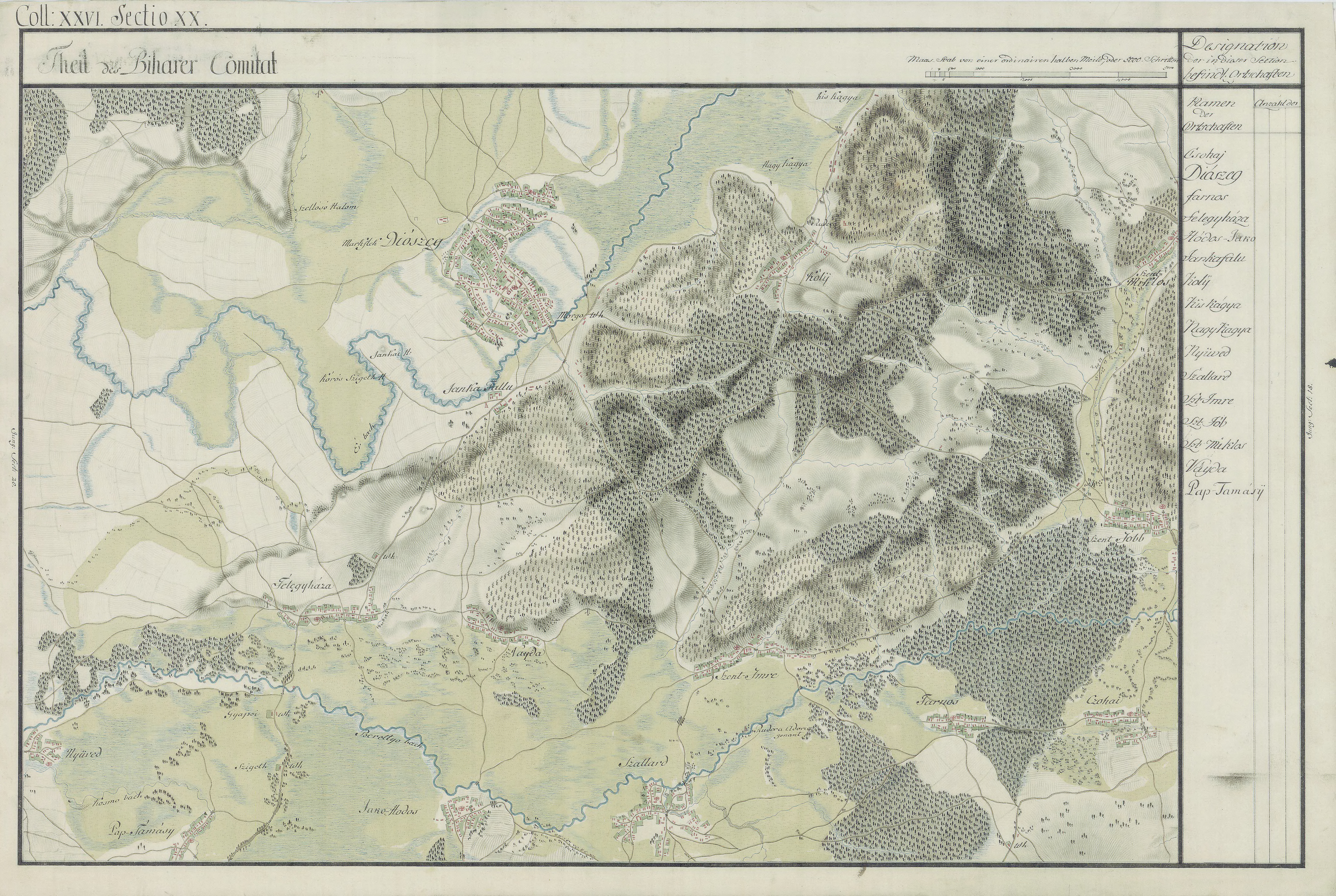
Ianca în Harta Iosefină a Comitatului Bihor, 1782-85

 Acest articol despre o localitate din județul Bihor este deocamdată un ciot. Puteți ajuta Wikipedia prin completarea lui.